# European Nations Cup Eerste Divisie 2002/04
De European Nations Cup Eerste Divisie 2002/04 is het vierde seizoen van de Eerste Divisie van de Europe Nations Cup, het hoogste niveau in de ENC.
De Eerste Divisie bestaat uit zes landen die een volledige competitie spelen verspreid over twee jaar; voor het eerst is dat vanaf het begin de bedoeling.
De nummer 1 mag zich kronen tot Europees kampioen.
Het laatst geplaatste land degradeert uit de hoogste divisie en degradeert naar Divisie 2A.

## Puntensysteem
Teams kunnen als volgt punten verdienen:
- 3 punten voor een overwinning
- 2 punten voor een gelijkspel
- 1 punt voor een verloren wedstrijd
- 0 punten voor terugtrekking van een wedstrijd

## Stand

#### Eindstand
| #  | Team     | GW | Win | Gel | Ver | Pnt | Voor | Tegen | Saldo |
| -- | -------- | -- | --- | --- | --- | --- | ---- | ----- | ----- |
| 1. | Portugal | 10 | 9   | 0   | 1   | 28  | 255  | 180   | 75    |
| 2. | Roemenië | 10 | 8   | 0   | 2   | 26  | 320  | 123   | 197   |
| 3. | Georgië  | 10 | 5   | 1   | 4   | 21  | 193  | 148   | 45    |
| 4. | Rusland  | 9  | 3   | 0   | 6   | 14  | 198  | 175   | 23    |
| 5. | Tsjechië | 9  | 3   | 0   | 6   | 14  | 139  | 263   | -124  |
| 6. | Spanje   | 10 | 0   | 1   | 9   | 11  | 129  | 345   | -216  |

#### Legenda
| Kleur | Kwalificatie voor          |
| ----- | -------------------------- |
|       | Europees kampioen 2004/06  |
|       | Degradatie naar Divisie 2A |

## Wedstrijden
| 16 februari 2003 | Portugal | 34–30 | Georgië | Lissabon |
| 16 februari 2003 |          |       |         | Lissabon |

| 16 februari 2003 | Spanje | 19–52 | Rusland | Mallorca |
| 16 februari 2003 |        |       |         | Mallorca |

| 15 februari 2003 | Tsjechië | v | Roemenië | Praag |
| 15 februari 2003 |          |   |          | Praag |

| 22 februari 2003 | Georgië | 34–3 | Spanje | Tbilisi Toeschouwers: 10.000 |
| 22 februari 2003 |         |      |        | Tbilisi Toeschouwers: 10.000 |

| 22 februari 2003 | Portugal | 16–15 | Roemenië | Lissabon |
| 22 februari 2003 |          |       |          | Lissabon |

| 22 februari 2003 | Tsjechië | v | Rusland | Praag |
| 22 februari 2003 |          |   |         | Praag |

| 8 maart 2003 | Portugal | 43–10 | Tsjechië | Lissabon |
| 8 maart 2003 |          |       |          | Lissabon |

| 9 maart 2003 | Rusland | 17–23 | Georgië | Krasnodar |
| 9 maart 2003 |         |       |         | Krasnodar |

| 9 maart 2003 | Spanje | 6–31 | Roemenië | Madrid Toeschouwers: 5.000 |
| 9 maart 2003 |        |      |          | Madrid Toeschouwers: 5.000 |

| 22 maart 2003 | Tsjechië | 15–30 | Georgië | Praag Toeschouwers: 1.200 |
| 22 maart 2003 |          |       |         | Praag Toeschouwers: 1.200 |

| 22 maart 2003 | Roemenië | 23–12 | Rusland | Boekarest Toeschouwers: 5.000 |
| 22 maart 2003 |          |       |         | Boekarest Toeschouwers: 5.000 |

| 23 maart 2003 | Portugal | 35–16 | Spanje | Coimbra |
| 23 maart 2003 |          |       |        | Coimbra |

| 29 maart 2003 | Rusland | 14–25 | Portugal | Krasnodar |
| 29 maart 2003 |         |       |          | Krasnodar |

| 30 maart 2003 | Georgië | 6–19 | Roemenië | Tbilisi Toeschouwers: 40.000 |
| 30 maart 2003 |         |      |          | Tbilisi Toeschouwers: 40.000 |

| 30 maart 2003 | Spanje | 38–40 | Tsjechië | Madrid |
| 30 maart 2003 |        |       |          | Madrid |

| 14 juni 2003 | Tsjechië | 27–13 | Rusland | Praag Toeschouwers: 1.500 |
| 14 juni 2003 |          |       |         | Praag Toeschouwers: 1.500 |

| 22 juni 2003 | Tsjechië | 5–42 | Roemenië | Praag Toeschouwers: 1.000 |
| 22 juni 2003 |          |      |          | Praag Toeschouwers: 1.000 |

| 14 februari 2004 | Roemenië | 55–11 | Tsjechië | Boekarest Toeschouwers: 500 |
| 14 februari 2004 |          |       |          | Boekarest Toeschouwers: 500 |

| 14 februari 2004 | Georgië | 14–19 | Portugal | Tbilisi Toeschouwers: 15.000 |
| 14 februari 2004 |         |       |          | Tbilisi Toeschouwers: 15.000 |

| 14 februari 2004 | Rusland | 36–6 | Spanje | Krasnodar |
| 14 februari 2004 |         |      |        | Krasnodar |

| 21 februari 2004 | Roemenië | 36–6 | Portugal | Constanța Toeschouwers: 2.000 |
| 21 februari 2004 |          |      |          | Constanța Toeschouwers: 2.000 |

| 21 februari 2004 | Rusland | v | Tsjechië | Toeschouwers: 5.000 |
| 21 februari 2004 |         |   |          | Toeschouwers: 5.000 |

| 22 februari 2004 | Spanje | 6–6 | Georgië | Tarragona Toeschouwers: 5.000 |
| 22 februari 2004 |        |     |         | Tarragona Toeschouwers: 5.000 |

| 6 maart 2004 | Roemenië | 50–10 | Spanje | Boekarest Toeschouwers: 1.000 |
| 6 maart 2004 |          |       |        | Boekarest Toeschouwers: 1.000 |

| 6 maart 2004 | Georgië | 9–3 | Rusland | Tbilisi Toeschouwers: 6.000 |
| 6 maart 2004 |         |     |         | Tbilisi Toeschouwers: 6.000 |

| 6 maart 2004 | Tsjechië | 8–13 | Portugal | Praag Toeschouwers: 500 |
| 6 maart 2004 |          |      |          | Praag Toeschouwers: 500 |

| 20 maart 2004 | Rusland | 33–24 | Roemenië | Krasnodar Toeschouwers: 1.000 |
| 20 maart 2004 |         |       |          | Krasnodar Toeschouwers: 1.000 |

| 20 maart 2004 | Spanje | 19–45 | Portugal | Ibiza-stad Toeschouwers: 2,000 |
| 20 maart 2004 |        |       |          | Ibiza-stad Toeschouwers: 2,000 |

| 20 maart 2004 | Georgië | 23–7 | Tsjechië | Tbilisi Toeschouwers: 15.000 |
| 20 maart 2004 |         |      |          | Tbilisi Toeschouwers: 15.000 |

| 27 maart 2004 | Tsjechië | 16–6 | Spanje | Praag |
| 27 maart 2004 |          |      |        | Praag |

| 27 maart 2004 | Portugal | 19–18 | Rusland | Coimbra |
| 27 maart 2004 |          |       |         | Coimbra |

| 27 maart 2004 | Roemenië | 25–18 | Georgië | Iași Toeschouwers: 8.000 |
| 27 maart 2004 |          |       |         | Iași Toeschouwers: 8.000 |